# Ministère de l'Intérieur de la RDA
Le ministère de l'Intérieur de la République démocratique allemande (RDA) (Ministerium des Innern der DDR ou MdI) était le ministère chargé de la politique intérieure, au sein du gouvernement de la RDA. Il est créé en 1949 et dissous à la réunification de la RDA avec la République fédérale d'Allemagne (RFA), en 1990. Il porte à sa fin brièvement le nom de « ministère des Affaires intérieures » (Ministerium für Innere Angelegenheiten). Ses fonctions ont alors été reprises par le ministère fédéral de l'Intérieur.

## Liste des ministres
| # | Image | Nom                   | Début du mandat  | Fin du mandat    | Parti   |
| - | ----- | --------------------- | ---------------- | ---------------- | ------- |
| 1 |       | Karl Steinhoff        | 1949             | 1952             | SED     |
| 2 |       | Willi Stoph           | 6 mai 1952       | 1er juillet 1955 | SED     |
| 3 |       | Karl Maron            | 1955             | novembre 1963    | SED     |
| 4 |       | Friedrich Dickel      | 15 novembre 1963 | novembre 1989    | SED     |
| 5 |       | Lothar Ahrendt        | 13 novembre 1989 | 12 avril 1990    | SED     |
| 6 |       | Peter-Michael Diestel | 1990             | 1990             | DSU/CDU |